# Lentipes dimetrodon
Lentipes dimetrodon es una especie de peces de la familia de los Gobiidae en el orden de los Perciformes.

## Distribución geográfica
Se encuentra en Irian Jaya (Indonesia).

## Observaciones
Es inofensivo para los humanos.